# Ileana Simziana
Ileana Simziana o Ileana Sînziana (també traduïda a l'anglès com The Princess Who Would be a Prince o Iliane of the Golden Tresses i Helena Goldengarland) és un conte de fades romanès recollit i escrit per Petre Ispirescu entre 1872 i 1886. Explica la història d'una filla petita sense nom d'un emperador, que es disfressa d'home, va a servir un altre emperador i rescata la princesa titular Ileana. Durant una recerca per obtenir l'aigua beneïda, és colpejada per una maledicció d'un monjo que la fa transformar en un home: Făt-Frumos (figura del príncep encantador), que es casa amb Ileana al final feliç.

## Sinopsi
El conte presenta un emperador amb tres filles, que està trist de no tenir un fill. La filla gran va a l'emperador i li pregunta quin problema té i li diu que anirà a servir un altre emperador com a soldat només per fer-lo feliç. Llavors l'emperador fa un pont de coure i es converteix en llop. La filla gran s'espanta i torna al palau. El mateix passa amb la filla mitjana, que també té por del llop. La filla més petita va de viatge amb el vell cavall del seu pare i el derrota en tres ponts, primer com un vell, després com un lleó i després com un drac de dotze caps.
La noia arriba a la cort d'un "gran i fort emperador" i aquest li diu que rescati Ileana Simziana, la seva filla, que havia estat segrestada pel gegant. La noia la rescata, i l'emperador li demana que recuperi el seu ramat d'eugues encantades, la noia aconsegueix aquesta juerga. Aleshores Ileana Simziana demana a la filla de l'emperador que porti l'Aigua Benedita guardada en una petita església sobre el Jordà i custodiada per monges que no dormien ni de dia ni de nit. La noia ho aconsegueix, però el monjo que té cura de l'església prega a Déu i li pregunta si el lladre és un home per fer-lo dona i viceversa, perquè la princesa es converteixi en príncep - Făt-Frumos. Es casa amb Ileana Simziana i viuen feliços per sempre.

## Variants
Una variant d'aquesta història, titulada The Girl Who Pretended to be a Boy, es va publicar l'any 1901 a The Violet Fairy Book d'Andrew Lang, i era una traducció a l'anglès d'un conte del romanès Sept Contes Roumains de 1894 (Seven Romanian Stories), editat per part d'en Jules Brun i el Leo Bachelin.
Existeix una variant d'Armènia, amb el nom de La noia que es va transformar en un nen: a la història, és la filla del rei, amb qui l'"heroi" estava casat, la que ordena al seu pare que introdueixi el cavaller travestit en les perilloses missions per eliminar-lo.
En una variant macedònia recollida d'Ohrid pel folklorista búlgar Kuzman Shapkarev amb el títol "Девойка, престорена на юнак" ("Una noia, fent veure que és un nen"), el rei vol un hereu masculí, però la reina només dona a llum nenes. Així que disfressa el més petit de nen per apaivagar el seu marit. Els seus pares el casen amb una princesa, filla d'un emperador. En la seva lluna de mel, el príncep disfressat posa una espasa entre ell i la princesa. L'Emperador convida el seu gendre a participar en un repte per saltar una rasa i domesticar el seu senglar. Impressionat amb les seves habilitats, l'Emperador envia al seu gendre a buscar una aigua màgica i una carabassa penjada a una cadena entre el cel i la terra. Amb l'ajuda d'un cavall que parla, aconsegueix els objectes i es transforma màgicament en un home.

## Anàlisi
Al sistema de classificació de contes populars Aarne–Thompson–Uther, la història i les seves variants compten com a tipus de conte 514, "El canvi de sexe". Els estudiosos sovint les interpreten com a històries d'identitat i transició transgènere.